# 國立體育大學 (印度)
國立體育大學（英語：National Sports University）是印度曼尼普爾的一所體育大學。總理納倫德拉·莫迪於2018年3月16日為國立體育大學奠基。
印度已有一些州立大學專注於體育教育，例如：泰米爾納德邦體育大學、古吉拉特邦體育大學等，以及一所名為拉克什米拜國立體育學院的准许大学，但这是印度第一所專注於體育教育的中央大學。